# Citizen Toxie: The Toxic Avenger IV
Citizen Toxie: The Toxic Avenger IV è un film del 2000, diretto da Lloyd Kaufman, prodotto dalla Troma.
È l'ultimo capitolo della saga del Vendicatore Tossico. Il film non riscosse molto successo e ricevette delle critiche negative, ma è ritenuto da alcuni critici uno dei migliori film della serie.
Nel 2002 uscì un documentario sulla lavorazione del film, intitolato Apocalypse Soon.
Il film è uscito in Italia direttamente in DVD il 2 dicembre 2003.

## Trama
(La voce fuori campo, nell'incipit del film)
A Tromaville la vita scorre tranquilla. Un giorno, la Scuola per Ragazzi Molto Speciali viene presa di mira da un attacco della Mafia del Pannolino, un gruppo di terroristi esaltati che portano tutti il pannolone.
Solo il Vendicatore Tossico e il suo assistente obeso Lardass possono sventare il piano e disinnescare la bomba, che però esplode ingurgitata da Lester e Toxie si ritrova a varcare un incredibile varco dimensionale, venendo catapultato insieme a due ragazzi disabili scampati alla strage della scuola nella cittadina di Amortville, ossia l'esatto opposto di Tromaville, in cui regna il crimine.
Ma anche a Tromaville accade qualcosa: viene sottomessa dal perfido Noxious Offender (sempre interpretato da David Mattey), ossia il doppio malvagio di Toxic Avenger, che tutti credono sia Toxic. Il sindaco Goldberg manda a cercare quello che lui crede Toxic Avenger gli altri cinque supereroi di Tromaville, ossia Vibrator, Masturbator, Mad Cowboy, l'Uomo Delfino e il sergente Kabukiman. Noxious però si impossessa della città uccidendo Goldberg e prende il suo posto.
Intanto la fidanzata cieca di Toxic, Sarah, scopre di essere incinta di due bambini. Uno avuto da Toxic, l'altro da Noxious. Nella sua pancia i due feti dovranno lottare fino a quando ne rimarrà solo uno.
Toxic, dopo aver affrontato i doppi malvagi degli altri supereroi di Tromaville, riesce finalmente a tornare nella sua Tromaville e lì affronta Noxious, uccidendolo definitivamente. Sarah dà alla luce il suo bambino e tutti sembrano essere felici fino a quando un'infermiera consegna alla coppia un altro bambino che ha le sembianze del sergente Kabukiman, che confessa di essersi accoppiato con Sarah quando era ubriaco.

## Produzione
Il film è stato girato a Poughkeepsie, stato di New York.

### Cast
Nel film ci sono molti personaggi famosi che fanno dei semplici camei: appaiono infatti Stan Lee (solo la voce, è sua infatti quella iniziale fuoricampo), Lemmy Kilmister, leader del gruppo rock dei Motörhead ed Eli Roth, futuro regista di Hostel.
Nel film doveva apparire anche Hugh Hefner, il creatore di Playboy. Hefner recitò effettivamente una piccola parte che apparve anche nel trailer del film (e l'intera scena di Tromadu, la dimora del sindaco di Tromaville, è stata girata tutta nella sua immensa Playboy Mansion), ma i suoi legali lo convinsero a non apparire. Nei titoli di coda del film appare la scritta «Nessun ringraziamento va ai legali di Hugh Hefner».
David Mattey è alto 2 metri e 10 centimetri ed è il più alto attore ad aver interpretato Toxic Avenger.
Mitch Cohen, il primo attore ad aver interpretato Toxic in The Toxic Avenger, appare in questo film in un cameo. È infatti un razzista che viene consegnato da Toxic al Ku Klux Klan, con la faccia macchiata di nero dopo un'esplosione.

## Collegamenti ad altre pellicole
- Il titolo del film è un omaggio a Quarto potere, diretto da Orson Welles nel 1941 il cui titolo originale è Citizen Kane. Anche Tromadu, versione di Xanadu mostrata durante un cinegiornale in bianco e nero, è un omaggio al capolavoro di Welles. Alla fine del cinegiornale, Noxious Offender muore ripetendo Rosebud, come il protagonista di Quarto Potere.
- Quando Toxie conficca una manciata di siringhe nel viso di uno degli scagnozzi nazisti, questi ne prende in mano una ed esclama (in lingua originale) "Oh no! Now I've got AIDS!". L'affermazione ricorda quella gridata da una delle protagoniste di Troma's War, dopo la famosa scena in cui veniva, appunto, stuprata da un generale sieropositivo.
- La prima parte del duello tra Toxic Avenger e Noxious Offender è un tributo a Star Wars: Episodio I - La minaccia fantasma, diretto da George Lucas nel 1999: i due infatti combattono con armi che ricordano, sia per colore che per forma, quelle di Darth Maul e Qui-Gon Jinn.
- Nel momento in cui Toxic Avenger e i suoi amici stanno per tornare a casa, Toxic Avenger indossa delle scarpette rosse e comincia a pensare intensamente alla propria casa. Questo è un riferimento a Il mago di Oz, diretto da Victor Fleming nel 1939.
- Nel film appare anche il sergente Kabukiman, protagonista di un altro celebre film della Troma, Sgt. Kabukiman N.Y.P.D. (1991).
- La macchina che si ribalta e prende fuoco è una delle scene ricorrenti dei film della Troma: apparve per la prima volta in Sgt. Kabukiman N.Y.P.D. e successivamente in Tromeo and Juliet, Terror Firmer, in questo film e in Poultrygeist: Night of the Chicken Dead.

## Riferimenti ai fumetti
- La Scuola per Molto Speciali di Tromaville è una chiara parodia della Scuola per Ragazzi Molto Dotati di Charles Xavier, il leader degli X-Men.

## Riferimenti alla realtà
- La Diaper Mafia è una parodia della famigerata Trench Coat Mafia, nota perché due membri di essa sono stati gli autori del massacro alla Columbine High School del 1999. La stessa scena dell'assalto della Mafia nella classe e dei terroristi che iniziano a sparare all'impazzata è un riferimento a quel tragico evento.
- La scena in cui, ad Amortville, Toxie salva un ragazzo di colore (o meglio, la sua testa!) da un gruppo di balordi razzisti che lo stanno torturando trascinato da un pickup in corsa è un riferimento ad un fatto di cronaca avvenuto il 7 giugno del 1998: in quella data, tre uomini vicini al Ku Klux Klan uccisero barbaramente un uomo di colore di quarantanove anni, James Byrd, dopo un banale litigio (con la scusa di un passaggio, i tre lo pestarono a sangue, lo obbligarono a spogliarsi e gli incatenarono i polsi trascinandolo per un lungo tratto col loro pickup).
- Prima della première mondiale del film, si decise di togliere una ripresa iniziale, tipica nella serie, delle due Torri Gemelle, il cui disastro era avvenuto un mese prima. La decisione fu applaudita dal pubblico.

## Satira religiosa
- Nel suo salto dimensionale, Toxic Avenger finisce in Paradiso: qui il Regno Celeste viene presentato come una sorta di discarica di periferia, con quattro ragazze vestite da angeli e un Dio nano e sboccato oltre l'inverosimile. Appena Toxie lo incontra e gli chiede di essere riportato a Tromaville, Dio gli chiede due favori: primo, di uccidere tutti gli assassini e gli stupratori di bambini; secondo, di andare a Roma e chiedere al Papa (all'epoca Giovanni Paolo II) di smetterla di parlare di Dio, perché lui personalmente non lo conosce neanche.

## Musiche
Nella pellicola è riscontrabile la presenza di due pezzi molto famosi della musica classica: il primo, che fa anche da "colonna sonora" nel prologo e fino alla prima apparizione di Toxie è Una notte sul Monte Calvo di Modest Petrovič Musorgskij; il secondo, invece, è la Marcia di Radetzky di Johann Strauss padre e si può sentire nel momento in cui Noxie diventa sindaco di Tromaville, durante la registrazione della vita di "Toxie" a Tromadu, il palazzo presidenziale di Tromaville. Inoltre, se ascoltata con attenzione la musica, si nota anche che è stata presa da uno dei Concerti di Capodanno di Vienna dato che si sente anche il tradizionale battito di mani del pubblico che accompagna la marcia.